# Sphyraena pinguis
Sphyraena pinguis es un pez de la familia de los esfirénidos en el orden de los perciformes.

## Morfología
Pueden alcanzar los 50 cm de largo total.

## Distribución geográfica
Se encuentran en las costas del noroeste del Pacífico (desde el sur del Japón hasta el Mar de la China Oriental).